# 第一ロンドン信仰告白
第一ロンドン信仰告白（だいいちロンドンしんこうこくはく、First London Baptist Confession、1644 Baptist Confession of Faith）は、パティキュラー・バプテストの信仰告白である。

## 制定の経緯
1644年、7つのパティキュラー・バプテスト教会がロンドンに集まり、信仰告白を書いた。この文書は「第一次ロンドン・バプテスト信仰告白」と呼ばれる。 この告白は1644年に出版された。

## 特徴
この信仰告白には53条が含まれ、「見える信仰者の群」（believers’ church）と「信仰者のバプテスマ」（believer's baptism）の教義を含んでいる。バプテスマの方式は浸礼と明記している。

## 翻訳
- 『資料・バプテストの信仰告白〔改訂版〕』ヨルダン社、2000年、108-122頁。